# Крашево-Подборне
Крашево-Подборне (пол. Kraszewo Podborne) — село в Польщі, у гміні Рацьонж Плонського повіту Мазовецького воєводства.
Населення — 133 особи (2011).
У 1975-1998 роках село належало до Цехановського воєводства.

## Демографія
Демографічна структура станом на 31 березня 2011 року:
|          | Загалом | Допрацездатний вік | Працездатний вік | Постпрацездатний вік |
| -------- | ------- | ------------------ | ---------------- | -------------------- |
| Чоловіки | 75      | 18                 | 51               | 6                    |
| Жінки    | 58      | 12                 | 34               | 12                   |
| Разом    | 133     | 30                 | 85               | 18                   |